# Wish (manga)
Pour les articles homonymes, voir Wish.
Wish (ウィッシュ, Uisshu) est un manga en 4 volumes de CLAMP, publié intégralement par Kadokawa Shoten entre 1996 et 1998 au Japon et par les éditions Tonkam en français entre 1999 et 2000. Les dessins sont réalisés par Nekoi Tsubaki.
Le manga a été adapté en CD-drama et en un OAV de six minutes.

## Historique
Lorsque les CLAMP proposent le récit au magazine Mystery DX, la première version de l'histoire présentait Jade et Obsidian (Hisui et Kokuyo) comme personnages principaux.
Wish est également la première série longue pour laquelle Nekoi Tsubaki réalise les dessins. Son précédent travail (et son premier) avait été le one-shot Celui que j'aime en 1993.

## Synopsis
Une nuit, Shuichirō, un jeune chirurgien, sauve une petite fille attaquée par un corbeau. Elle s'appelle Ambre et est en réalité un ange envoyé sur Terre pour une mission de la plus haute importance. En remerciement, Ambre veut réaliser un vœu pour Shuichirō. Mais celui-ci n'arrive pas à en formuler, prétendant n'avoir besoin de rien. Ambre s'installe alors chez lui, en attendant qu'il se décide. Mais le démon Grenadin, dont le passe-temps favori est d'embêter Ambre, n'est pas loin.

## Personnages

### Personnages principaux
- Shuichirō Kudō (栩堂 琇一郎, Kudō Shūichirō?) : Jeune chirurgien de 26 ans, sa mère est Hotaru, son grand-père est Shinichirô. Très gentil, il n'exprime que rarement ses sentiments, paraissant ainsi indifférent. Face à l'extraordinaire, il ne sait pas trop comment réagir. Lorsqu'il sauve Ambre qui lui dit qu'« elle est un ange », il croit rêver. Même lorsqu'il la voit le matin sous sa vraie forme d'ange, il veut se persuader qu'il dort encore. Quand Ambre lui demande quel vœu il souhaite voir exaucer, il lui explique qu'il n'en a pas en particulier. Il accepte cependant qu'elle reste chez lui jusqu'à ce qu'il décide, et va même jusqu'à l'aider dans sa mission. Shuichirō accepte très facilement l'intrusion de cet ange dans sa vie, pas plus qu'il n'apparaît perturbé par l'apparition de Grenadin, Jade ou Obsidian. Ce n'est que petit à petit qu'il va s'apercevoir du vœu qu'il souhaite: qu'Ambre reste près de lui pour toujours. Il aura le temps de le formuler, et d'entendre Ambre lui répondre, avant de mourir prématurément[4].

- Ambre (琥珀, Kohaku?) : Ange, elle a l'apparence d'une jeune femme. Envoyée sur Terre pour rechercher Jade, elle est sauvée d'un corbeau par Shuichirō, et souhaite le remercier. Elle s'installe chez lui en attendant qu'il formule son souhait. Au Ciel, sa fonction est unique : son cœur pur et son chant permettent aux angelots de naître et de venir vers le Tout-Puissant. D'une grande naïveté, elle ne maîtrise pas encore très bien la magie. En conséquence elle devient toute petite à la tombée de la nuit, ne reprenant sa forme 'adulte' qu'au lever du soleil. Cependant elle maîtrise suffisamment la magie temporelle pour, avec l'aide de Grenadin, remonter le temps et rencontrer Hotaru. Bien qu'elle veuille de tout son cœur aider Shuichirō, elle commet souvent des bêtises. Elle est également incapable de supporter la vue de poisson ou de viande, s'évanouissant immédiatement. Elle se nourrit des rayons du soleil. Cependant elle aide à l'arrosage du jardin, utilisant sa magie pour contrôler l'eau, et ses chants font le bonheur des oiseaux. Remontant au Ciel sur ordre direct du Tout-Puissant, elle ne peut oublier Shuichirō, et, sans autorisation, retourne sur Terre. Ce n'est que plus tard qu'elle comprend qu'elle l'aime et souhaite vivre avec lui. Pour être descendue sur Terre sans autorisation, elle est privée de ses pouvoirs d'ange durant cent ans, et prend donc sa forme 'petite fille'. Elle est cependant heureuse que Shuichirō formule enfin son vœu, qui est qu'elle reste avec lui, ce qu'elle souhaite plus que tout au monde. À la mort de Shuichirō, elle est effondrée, et prête à subir n'importe quel châtiment du Tout-Puissant. Mais elle apprend que, dans cent ans, l'âme de Shuichirō se réincarnera, et qu'elle pourra vivre avec lui. Prévenue par Jade que, de toute sa vie potentiellement éternelle, elle ne pourra pas oublier Shuichirō, mortel, Ambre n'hésite pas une seconde pour accepter le 'châtiment' divin[4].

- Grenadin (紅榴, Koryu?) : Démon, sa principale occupation est d'embêter Ambre. C'est lui qui envoie le corbeau qui l'attaque. Tout comme Ambre, il ne maîtrise pas suffisamment la magie pour maintenir sa forme 'adulte' en permanence. À l'inverse d'elle, il devient petit garçon le jour, redevenant adulte la nuit. Apprenant la présence d'Ambre sur Terre, il y descend pour comprendre pourquoi elle, parmi tous les anges, a été choisie, et quelle est sa mission. Il fera appel à ses servantes Bérylia et Crystalla pour le seconder, celles-ci ayant la capacité de se transformer en chat. Malgré son plaisir d'embêter Ambre, il sera révolté par sa privation de ses pouvoirs d'ange durant cent ans, traitant le Tout-Puissant de tous les noms. Durant les cent ans de sommeil d'Ambre, il s'ennuie à mourir, mais maîtrise la magie lui permettant de rester adulte durant le jour[4].

### Autres personnages
- Adamantin (榴輝, Ryūki?) : Ange du feu, il est amoureux de Jade et supporte très mal qu'elle se soit enfuie avec Obsidian.

- Diamantine (透輝, Tōki?) : Ange de l'eau, elle est envoyée sur Terre pour ramener Ambre. Mais elle ne dit rien à Jade ou Obsidian, prétendant ne pas s'intéresser aux histoires d'amour. Malgré son air revêche, elle est très sensible, ayant bien compris que Jade était partie avec Obsidian sur Terre pour les avoir vus ensemble sur le pont reliant Ciel et Terre.

- Jade (翡翠, Hisui?) : Archange de l'air[4], elle a été le maître d'Ambre, lui apprenant notamment la magie. Sa disparition provoque des interrogations au Ciel, et Ambre est envoyée la rechercher. En réalité elle est partie avec Obsidian, et a perdu sa nature d'ange en ayant une relation avec lui. Après la mort de Shuichirō, elle et Obsidian veilleront sur sa maison durant le sommeil d'Ambre.

- Kyanos (藍晶, Ranshō?) : Ange de la terre, il semble avoir un faible pour Diamantine.

- Monsieur Lapinou (うしゃぎさん, Ushagi-san?) : Petit lapin tenant une fleur, il est le messager direct du Tout-Puissant. C'est lui qui transmettra à Ambre l'ordre de rentrer au Ciel, qu'elle refuse en envoyant en retour un message demandant du temps pour remercier Shuichirō de l'avoir sauvée. C'est également lui qui transmet à Ambre abattue par la mort de Shuichirō son 'châtiment', dormir cent ans en attendant que l'âme de Shuichirō se réincarne.

- Obsidian (黒燿, Kokuyo?) : Fils du roi des Enfers, le personnage le plus important du royaume. Son passe-temps favori est de draguer les anges, et d'avoir une relation avec elles, leur faisant perdre leur nature d'ange. C'est pourquoi il est souvent en retard, ou absent, aux réunions entre Ciel et Enfers. C'est à l'occasion d'une de ces réunions, sur le pont reliant Ciel et Enfers, qu'il rencontre Jade. Stupéfait d'apprendre qu'elle est l'ange de l'air, il s'aperçoit qu'il l'aime, et décide de la protéger. Selon la coutume, il lui donne la moitié de ses pouvoirs, contenue dans son œil gauche, d'où un iris blanc[4]. Il est le premier à comprendre que Shuichirō a quelque chose de bizarre, et qu'il va mourir sous peu. Mais il ne peut le dire, à chaque fois le Tout-Puissant intervient pour l'empêcher de dévoiler ce qu'il sait.

- Hotaru Kudō (栩堂 蛍, Kudō Hotaru?) : Femme du père de Shuichirō, elle n'est pas sa mère. Elle est en réalité l'esprit d'une glycine. Aveugle, elle ne peut pas se déplacer seule. Cependant elle est capable de voir Ambre et Grenadin, qui n'appartiennent pas à son époque (ils ont remonté le temps pour comprendre ce qui s'est passé). Son mari, le père de Shuichirō, est le fil la reliant à ce monde. C'est pourquoi, un an avant sa mort, elle doit disparaître, retourner à son état de glycine. Elle aidera Ambre, piégée dans le passé par Grenadin, à rejoindre le présent, en utilisant son énergie vitale.

- Shinichirō Kudō (栩堂 信一郎, Kudō Shinichiro?) : Grand-père de Shuichirō, fils unique de son fils unique, maintenant décédé. Homme d'affaires, il ne voit que souvent son petit-fils, voyageant dans tous les pays du monde. Rencontrant Ambre lors d'une visite, il comprend vite qu'elle et Shuichirō sont amoureux, même s'ils ne s'en rendent pas encore compte. Intrigué par Ambre, il ne la prend pas au sérieux quand elle dit être un ange.

## Manga
Écrit et dessiné par les CLAMP, Wish apparaît pour la première fois dans le magazine Mystery DX de novembre 1995 à août 1998. Kadokawa Shoten sort l'édition reliée en quatre volumes et la publie du 1er juin 1996  au 1er août 1998. En 2009, la série est rééditée avec de nouvelles couvertures du 26 octobre au 26 septembre.
Les éditions Tonkam ont édité les quatre volumes de la série entre août 1999 et février 2000. Hormis le deuxième tome en 2005, les autres tomes n'ont pas bénéficié d'une réédition pendant plusieurs années. Le quatrième et dernier tome était assez rare, du fait qu'il ait été tiré à un nombre moindre d'exemplaires, et était assez recherché par les fans du groupe CLAMP.
La série est rééditée chez Tonkam en 2010 et 2011 avec de nouvelles couvertures. La traduction est aussi revue. Alors que les noms des anges ont été traduits en français dans la première édition, les noms japonais sont privilégiés dans les rééditions.

### Liste des volumes
| no | Japonais         | Japonais      | Français       | Français      |
| no | Date de sortie   | ISBN          | Date de sortie | ISBN          |
| --- | ---------------- | ------------- | -------------- | ------------- |
| 1 | 1 juin 1996      | 4-04-852771-1 | août 1999      | 2-912628-76-8 |
| Liste des chapitres : - Un ange descend sur terre - Première journée dans le monde des humains - Une mission très importante - Je voudrais mieux te connaître - Petite discussion autour d'un grand secret - Les raisons du cœur |                  |               |                |               |
| 2 | 8 janvier 1997   | 4-04-852771-1 | octobre 1999   | 2-912628-92-X |
| Liste des chapitres : - L'homme qui venait par-delà les mers - Une vieille histoire - Au pied de la glycine - Le fil rouge - La cause de la douleur - Un nouvel ami                                                              |                  |               |                |               |
| 3 | 1 septembre 1997 | 4-04-852859-9 | décembre 1999  | 2-84580-001-0 |
| Liste des chapitres : - Une journée au parc d'attractions - Un messager de Dieu - Séparation - La chanson de l'ange - Ce que tu ressens - Une histoire complète avec Grenadin - Une histoire complète avec Jade et Obsidian      |                  |               |                |               |
| 4 | 1 août 1998      | 4-04-852948-X | février 2000   | 2-84580-017-7 |
| Liste des chapitres : - J'avais envie de vous voir - Du temps pour nous - Déclaration - La punition du Tout-puissant - Un souhait irréalisable seul - Ensemble pour l'éternité - Extra : Et après                                |                  |               |                |               |

## Produits dérivés
À l'occasion des fêtes de Noël, le studio CLAMP a sorti en édition limitée le 17 décembre 1997 la Wish Gift Box. Celle-ci se compose d'une cassette d'un clip de 2 minutes 30 mettant en scène les personnages du manga, ainsi que d'un CD avec 5 différentes pistes (dont « Wish », la chanson principale, par le groupe ALI PROJECT) et d'un livret contenant des croquis des personnages pour la vidéo, des interviews, et les paroles des chansons.